# 木更津金田インターチェンジ
木更津金田インターチェンジ（きさらづかねだインターチェンジ）は、千葉県木更津市中島にあるインターチェンジ。このICを境に浮島方面が東京湾アクアライン、木更津ジャンクション方面が東京湾アクアライン連絡道となる。
アクアライン浮島方面の出入口は木更津金田本線料金所に併設されている。一方、アクア連絡道木更津ジャンクション方面の出入口は、本線料金所から約1キロメートル南東に離れて存在し、単独の出入口料金所が設置されている。
東日本高速道路アクアライン管理事務所管轄。
浮島方面は海ほたるPAから先が危険物積載車両通行禁止となっているため、退出するよう促す注意標識がある。

## 接続する道路
- CA 東京湾アクアライン（2番）
- CA 東京湾アクアライン連絡道（2番）
- 国道409号
- 千葉県道87号袖ヶ浦中島木更津線

## 周辺
- 木更津金田バスターミナル
- 付近に金田海岸・牛込海岸など、潮干狩りの名所がある。
- 龍宮城スパホテル三日月
- コストコ木更津倉庫店
- 三井アウトレットパーク 木更津
- 小櫃川
- 袖ケ浦駅
- 巌根駅

## 隣
CA 東京湾アクアライン
(1)川崎浮島JCT/浮島IC - 海ほたるPA/BS - 木更津金田TB - (2)木更津金田IC
CA 東京湾アクアライン連絡道
(2)木更津金田IC - (3)袖ケ浦IC